# Омск-Пассажирский
Омск-Пассажи́рский — станция Западно-Сибирской железной дороги в городе Омске, административном центре Омской области. Станция расположена в Ленинском административном округе Омска.

## История
Железнодорожное сообщение по маршруту Челябинск — Омский Пост существует с августа 1894 года, но лишь после постройки моста через реку Иртыш в 1896 году началось полноценное движение без пересадки.
Железнодорожная станция построена во время строительства Великого Сибирского пути, его западного участка от станции Челябинск до станции Новониколаевск, движение по которому открыто было в 1896 году. Станция была построена на 745 версте строящейся дороги, в 3 верстах от уездного города Омска Акмолинской области, расположенного у слияния рек Омь и Иртыш, через который также был построен железнодорожный мост.
По состоянию на конец XIX века станция была одной из крупнейших на Западно-Сибирской дороге. Кроме вокзала имелись около 70 станционных и пристанционных зданий, в том числе главные мастерские, главный материальный склад дороги, паровозное депо, больница. Было построено 51 домов для работников станции. Возле станции воздвигнута каменная церковь во имя святой Троицы на 750 мест, двухклассное начальное училище на 115 учащихся, церковно-приходская школа. 
В итоге возле станции возникли 2 посёлка, казачий посёлок Царский и рабочий, суммарное население которых составляло около 8000 душ обоего пола, что составило около 1/6 населения города. От станции была построена ветка протяжённостью 3,5 версты до самого города, в том числе для доставки грузов сплавляемых по Иртышу, в том числе и из Китая, станция сама имела развитое путевое хозяйство.
Возле станции был создан один из крупнейших врачебно-питательных пунктов (на 1500 мест в стационарных зданиях с возможностью расширения до 3500 мест во временных юртах) для обслуживания переселенцев в Омский, Акмолинский, Тюкалинский, Тарский уезды и Семиреченскую область. Ежегодно со станции в западном направлении, в том числе на экспорт отправлялось более 16 000 тонн зерна и продуктов скотоводства.

### Вокзал станции
Здание первого железнодорожного вокзала построено в 1896 году, оно было кирпичным, одноэтажным.
Современное здание вокзала построено в 2006 году. Площадь вокзала увеличилась примерно на три тысячи квадратных метров. Добавился ещё один этаж, появилась главная башня. 7 марта 2019 года был открыт храм в честь святителя Николая Чудотворца.

## Пассажирское движение
Ежесуточно железнодорожный вокзал, как и сама железнодорожная станция Омск-Пассажирский обрабатывают не менее 10 пар пассажирских поездов дальнего следования. Все поезда, проходящие через станцию имеют здесь продолжительную остановку, во время которой у большинства составов производится смена локомотивных бригад.
Все пригородные электропоезда, следующие до: 2883 км., Московки, Лузино, Любинской, Называевской, Иртышского, Калачинской, Исилькуль, Татарской имеют остановку на станции. Для некоторых маршрутов станция Омск-Пассажирский является конечной.

### Основные направления
| Страна  | Пункт назначения |
| ------- | --- |
| Россия1 | Москва, Санкт-Петербург, Абакан, Адлер, Анапа, Белгород, Барнаул, Владивосток, Иркутск, Кисловодск, Красноярск, Нижневартовск, Новокузнецк, Новосибирск, Новый Уренгой, Симферополь, Северобайкальск, Тихорецкая, Томск, Тында, Улан-Удэ, Чита, |

1 — В связи с распространением коронавирусной инфекции введены ограничения: некоторые поезда могут быть временно отменены до особого указания..

### Перевозчики и расписание
| Перевозчик                                                                 | Дистанция                               | Расписание                                                                  |
| -------------------------------------------------------------------------- | --------------------------------------- | --------------------------------------------------------------------------- |
| Российские железные дороги (ФПК)                                           | Дальнее следование                      | РЖД Архивная копия от 1 сентября 2021 на Wayback Machine                    |
| Гранд Сервис Экспресс Архивная копия от 14 августа 2021 на Wayback Machine | Дальнее следование                      | Поезд «Гранд Экспресс» Архивная копия от 14 августа 2021 на Wayback Machine |
| «Омск-пригород» Архивная копия от 31 августа 2021 на Wayback Machine       | Межрегиональное и пригородное сообщение | «Омск-пригород» Архивная копия от 31 августа 2021 на Wayback Machine        |

## Галерея

Вокзал станции Омск-Пассажирский
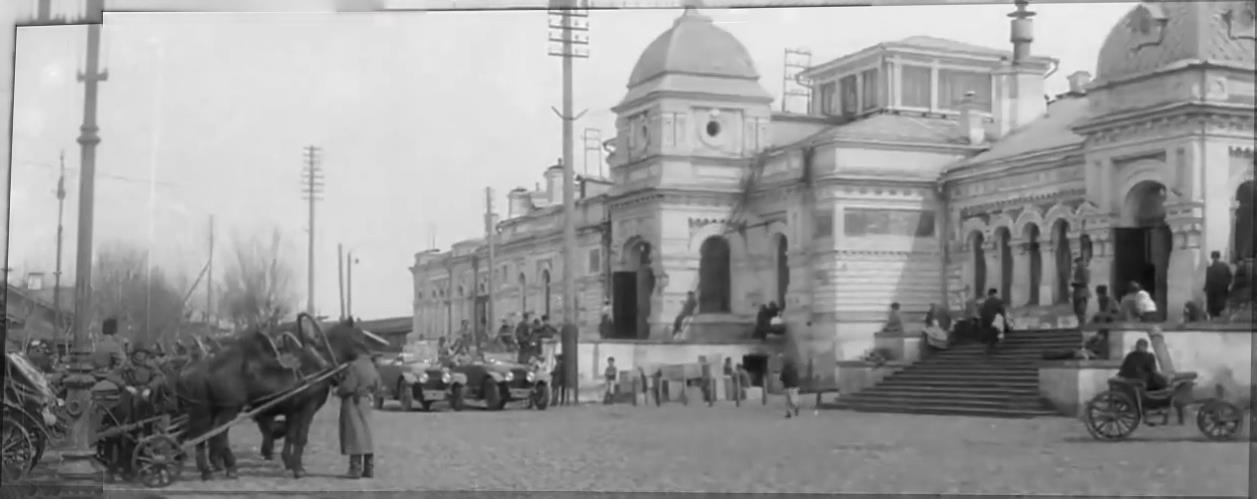
Здание в 1919 году
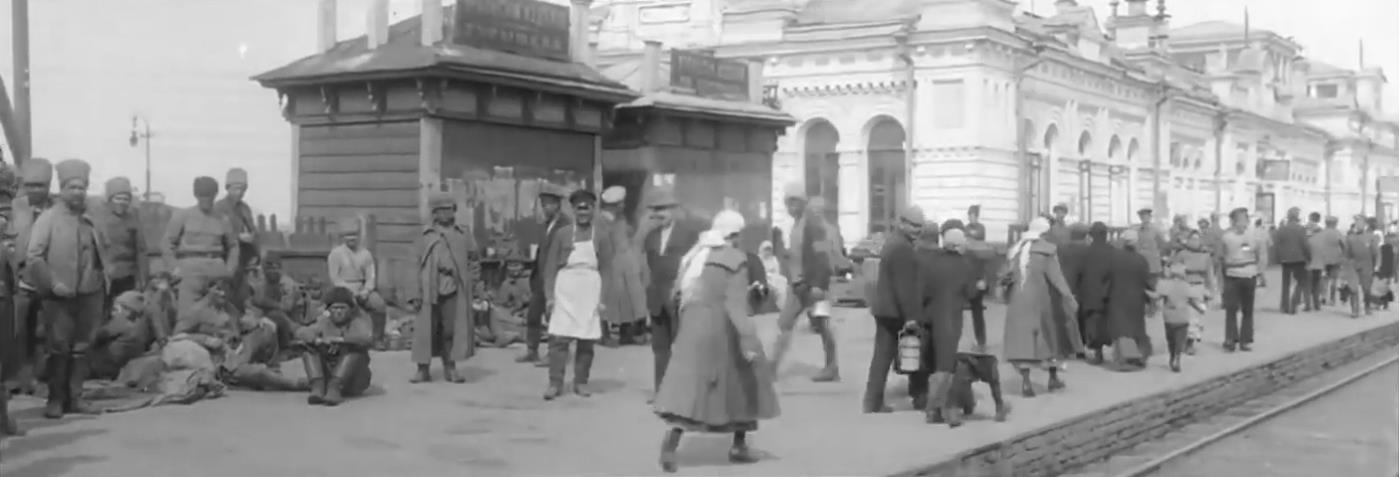
Здание в 1919 году
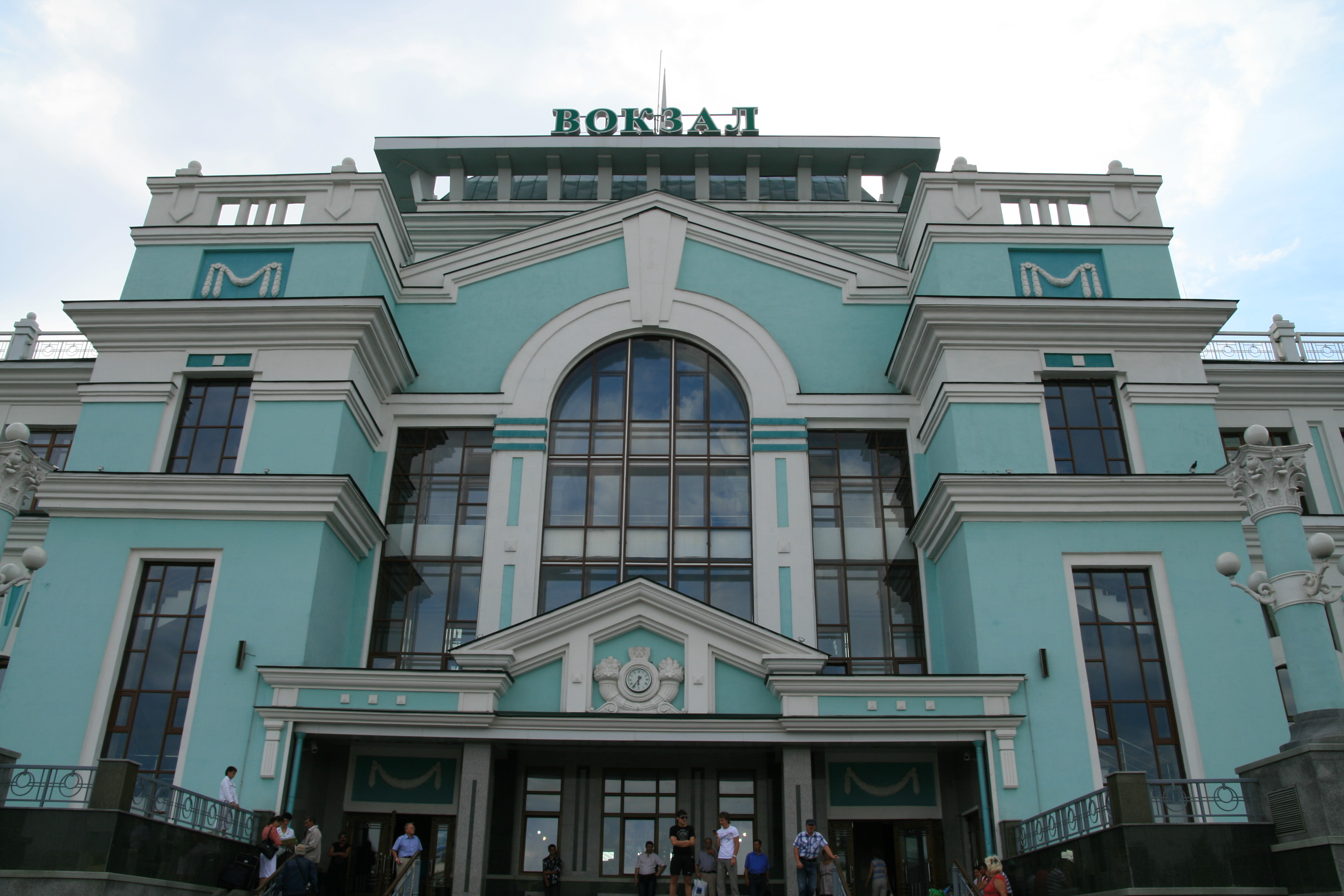
Здание в 2008 году
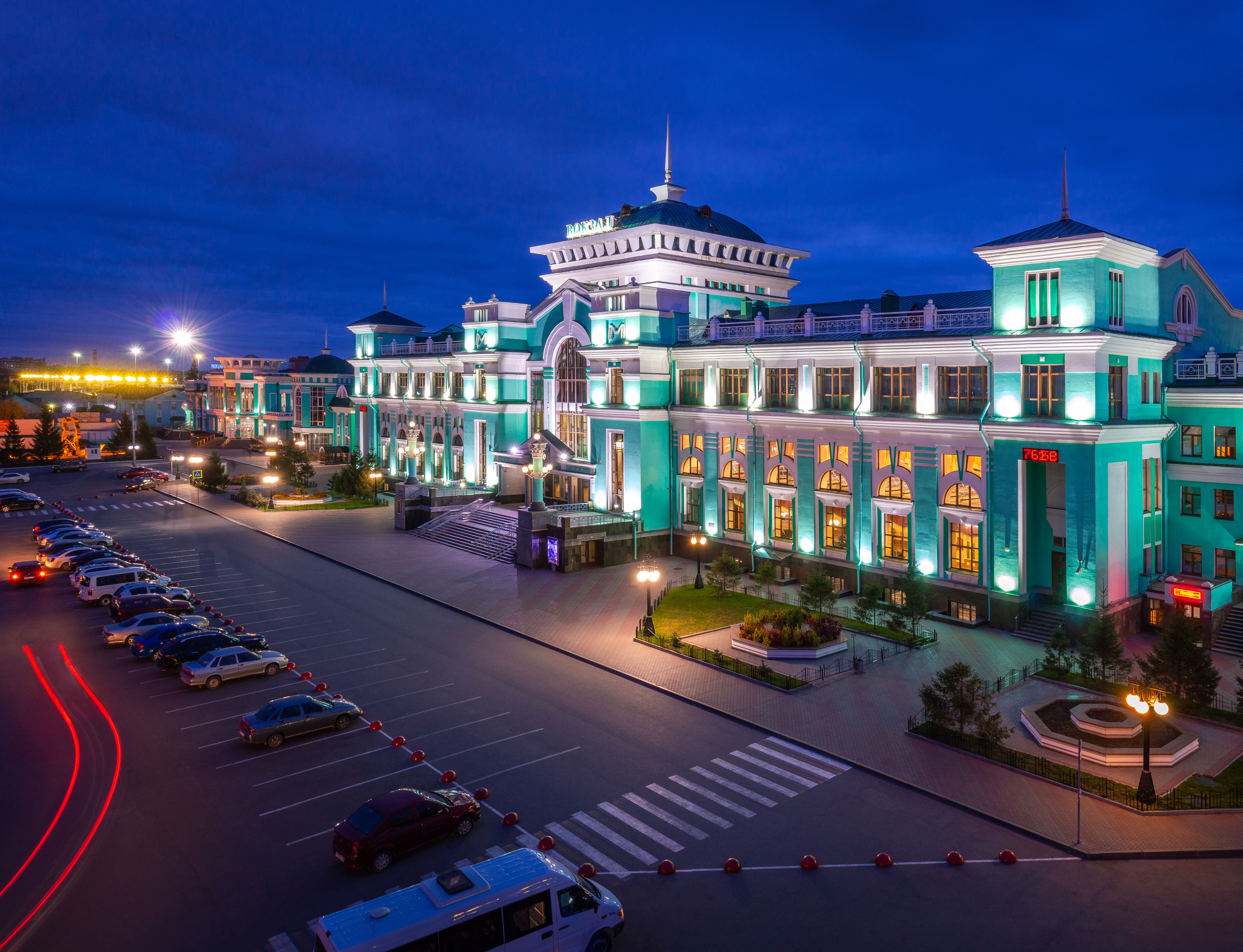
Здание в 2020 году
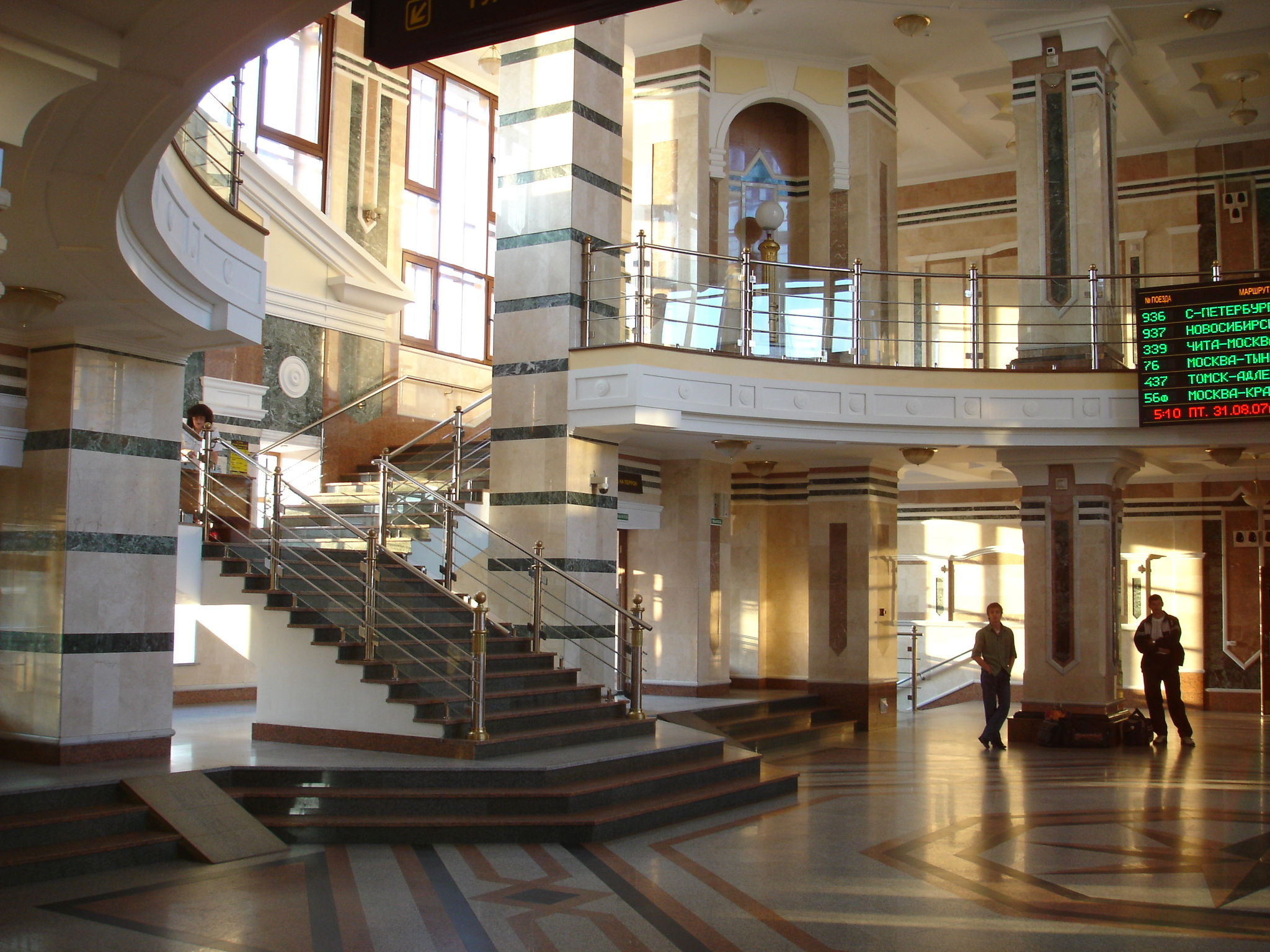
Центральный зал железнодорожного вокзала
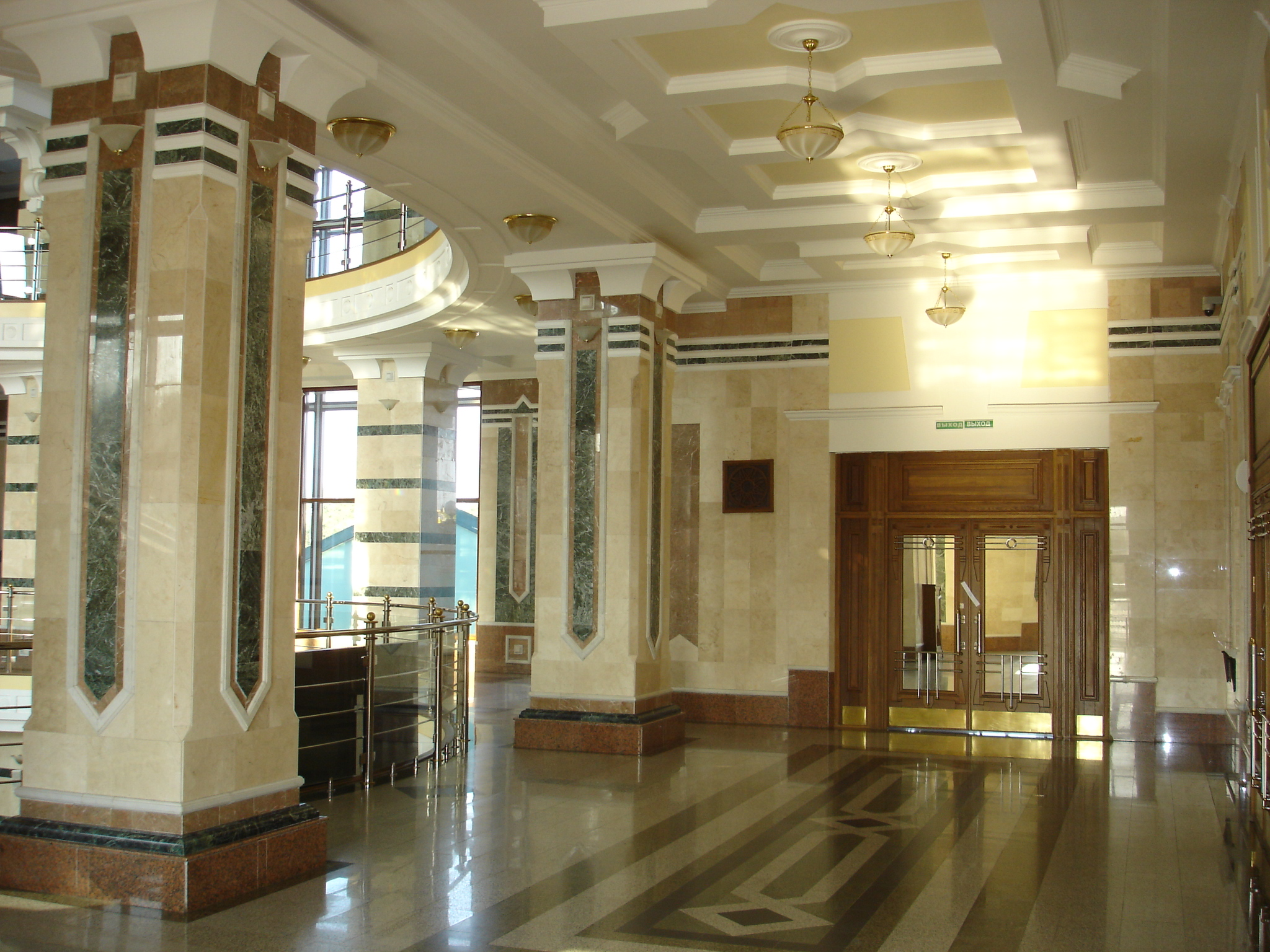
Угол центрального зала второго этажа
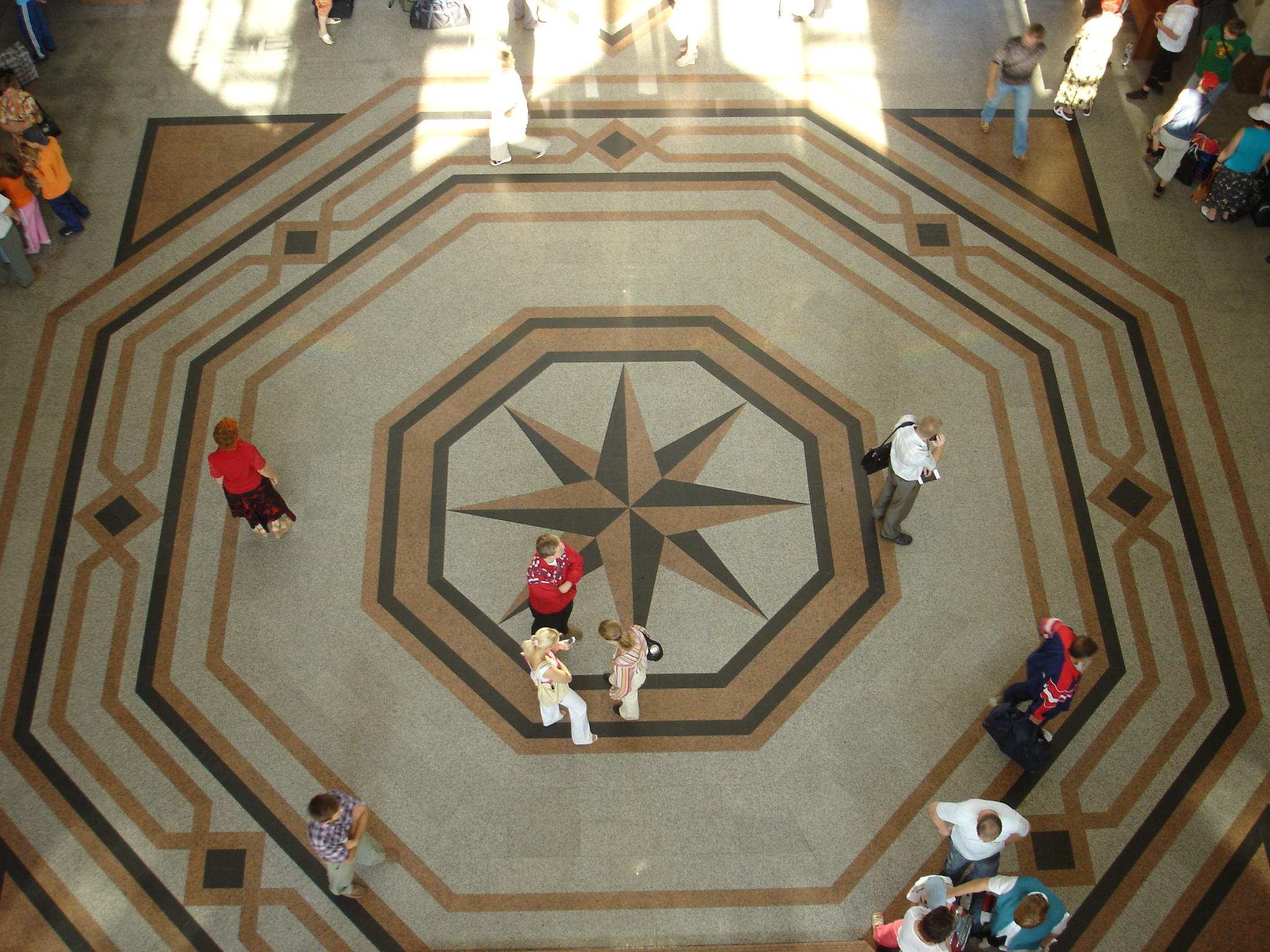
Мозаичный пол центрального зала
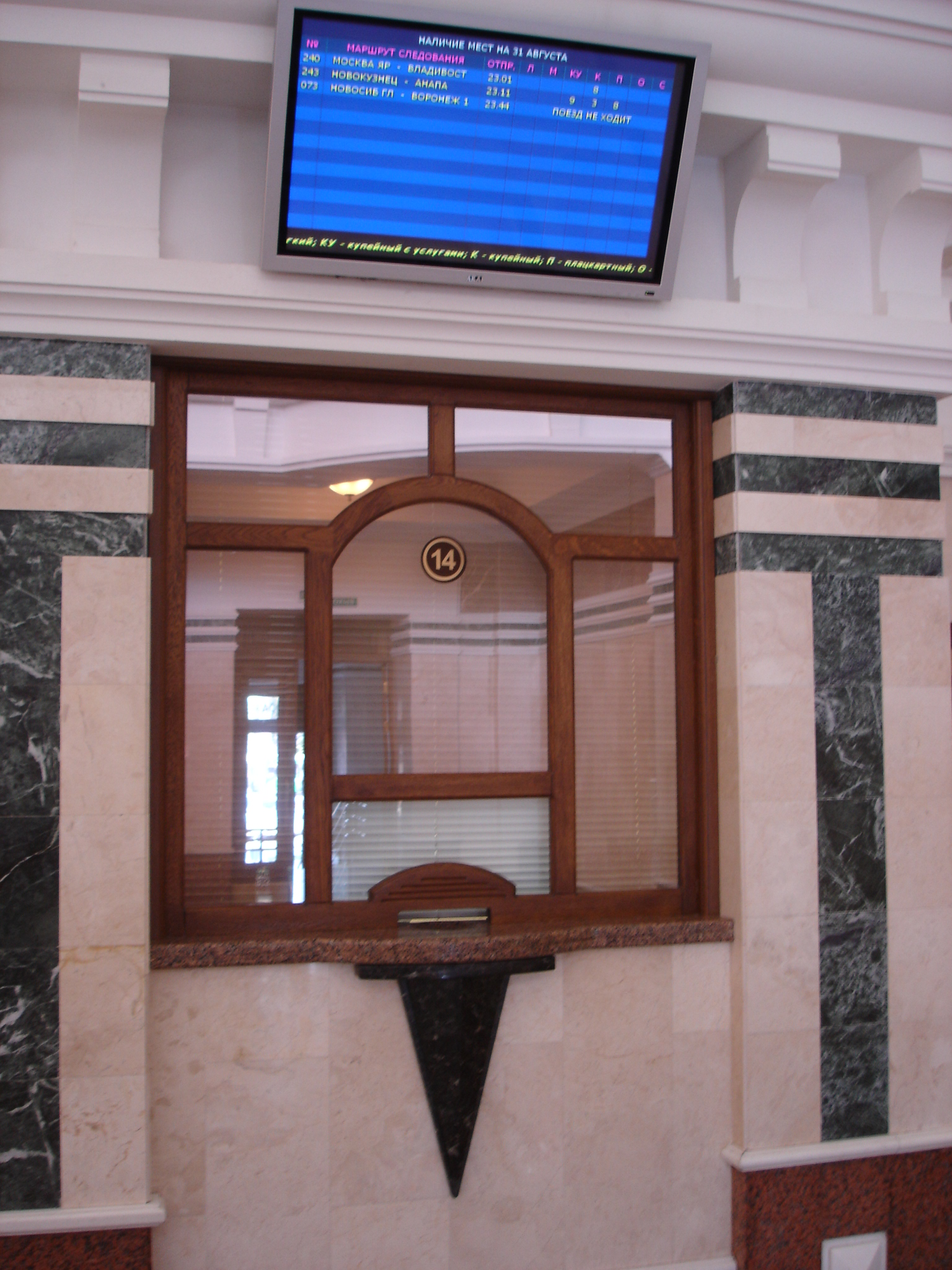
Центральный зал. Билетная касса
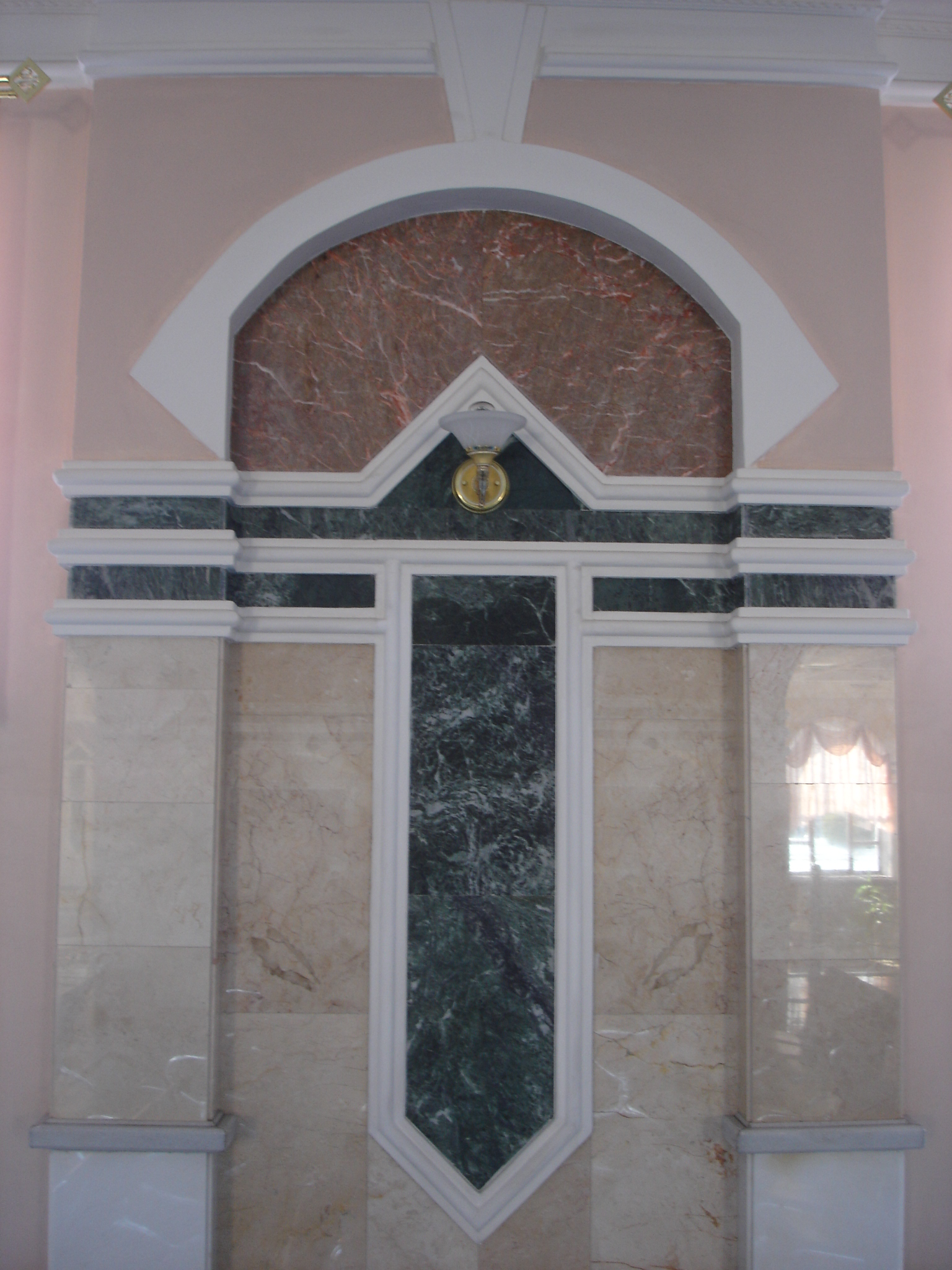
Центральный зал. Деталь декора интерьера.
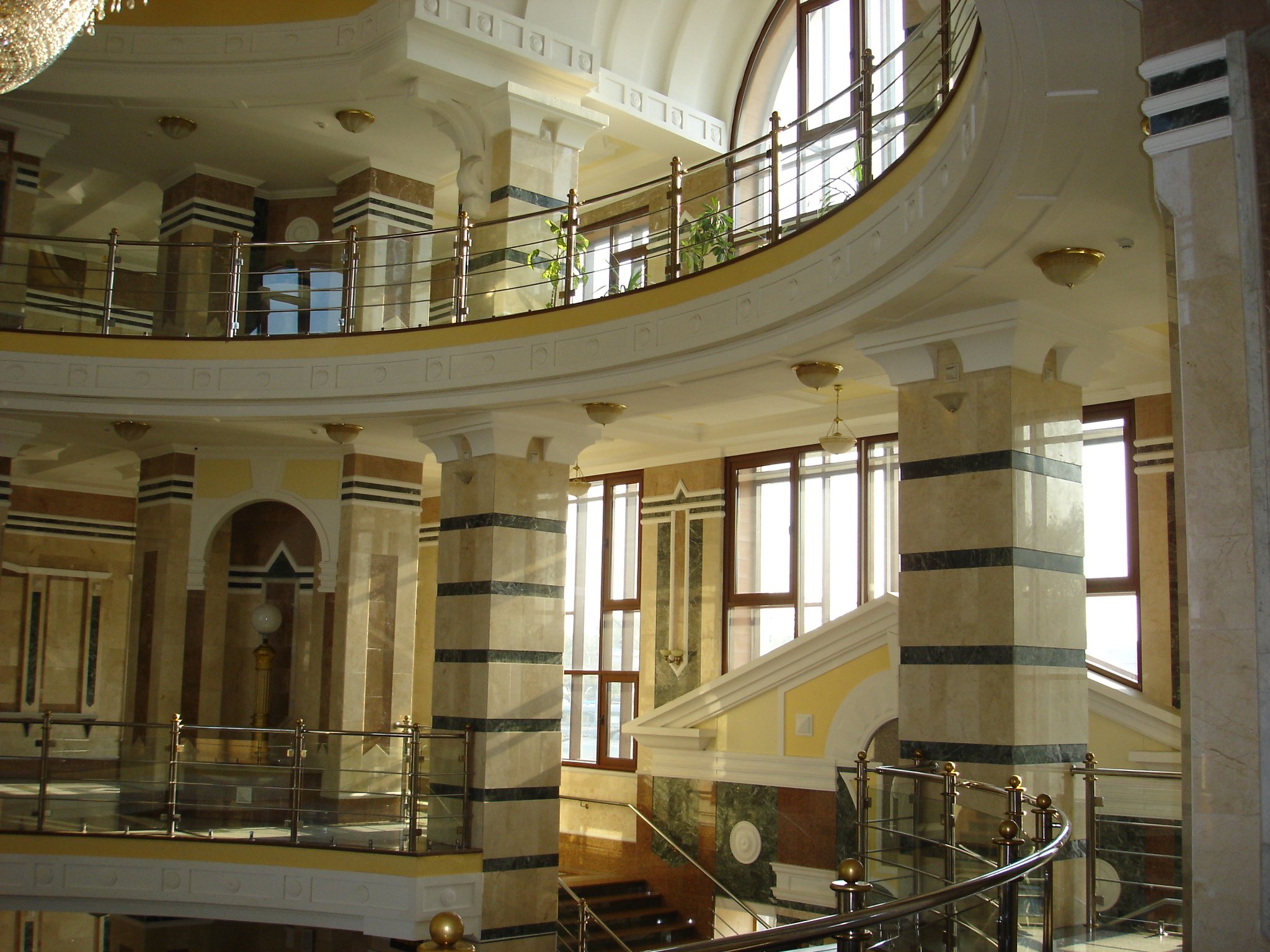
Второй и третий этажи центрального зала вокзала.
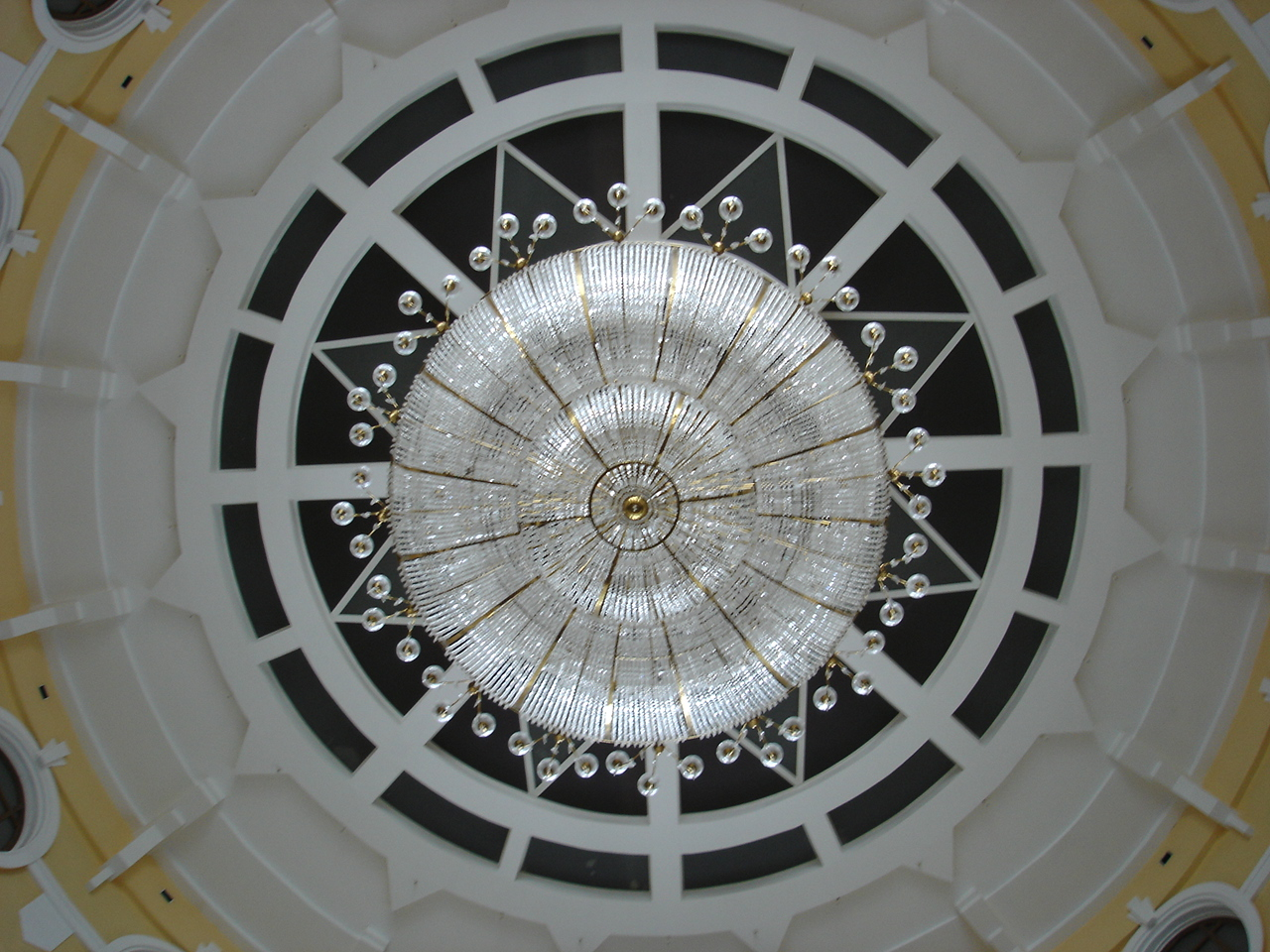
Массивная хрустальная люстра в центральном зале